# 高儀駅
高儀駅（たかぎえき）は、富山県南砺市川除新にある西日本旅客鉄道（JR西日本）城端線の駅である。

## 歴史

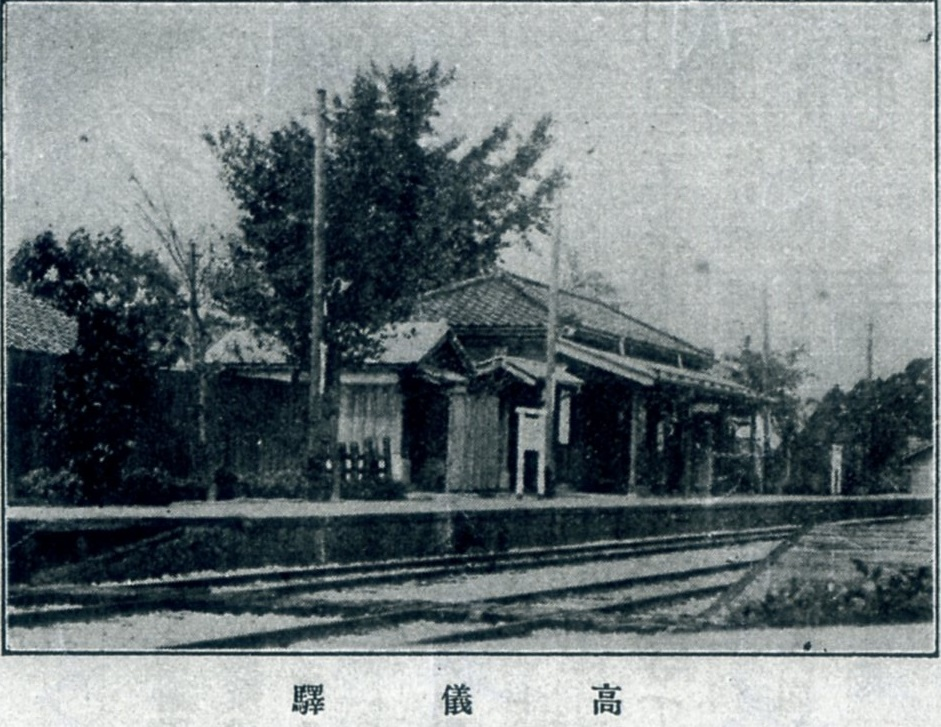
1929年（昭和4年）当時の高儀駅

- 1899年（明治32年）5月30日：中越鉄道の出町駅（現・砺波駅） - 福野駅間に新設開業し[1]、旅客及び貨物の取扱を開始する[2]。
- 1902年（明治35年）
  - 5月14日：中越鉄道が二塚及び高儀停車場の廃止届出を行う[3]。
  - 5月20日：中越鉄道が二塚及び高儀停車場の廃止届出を変更し、二塚停車場のみの廃止とする[4]。
- 1920年（大正9年）9月1日：中越鉄道の国有化により、鉄道省（国鉄）中越線の駅となる[5]。駅は旅客、手荷物、小荷物及び大貨物の取扱を行う[5]。
- 1942年（昭和17年）8月1日：中越線の高岡駅 - 城端駅間が城端線に改称され、当駅もその所属となる[6]。
- 1951年（昭和26年）8月10日：当駅 - 出町駅間に東野尻駅が開業する[7]。
- 1969年（昭和44年）10月1日：営業範囲を改正し、手荷物及び小荷物の配達取扱を廃止する[8]。
- 1970年（昭和45年）
  - 6月25日：早朝・夜間の窓口を閉鎖し、改札を取り止め[9]。
  - 10月1日：営業範囲を改正し、荷物及び貨物の取扱を廃する[10]。また、停留場化が行われ無人駅となる[11][12]。
- 1987年（昭和62年）
  - 4月1日：国鉄分割民営化により、西日本旅客鉄道（JR西日本）の駅となる[2]。
  - 12月25日：駅舎を改築し、その完成記念式典を挙行する[13]。

## 駅構造
城端方面に向かって右側に単式ホーム1面1線を持つ地上駅（停留所）である。かつては、相対式ホーム2面2線の構造であったが、東側の線路は撤去されており、下りホーム跡が残っている。
北陸広域鉄道部管理の無人駅である。駅舎は1987年（昭和62年）12月25日に完成したものであり、軽量鉄骨造平屋建で84平米を有する。当駅は1899年（明治32年）に東礪波郡東野尻村と同郡野尻村が協力して開設を実現させたので、両村の中間地点である現在地に開業したといわれる。1902年（明治35年）に完成した旧駅舎は、地元民が寄附したものであった。

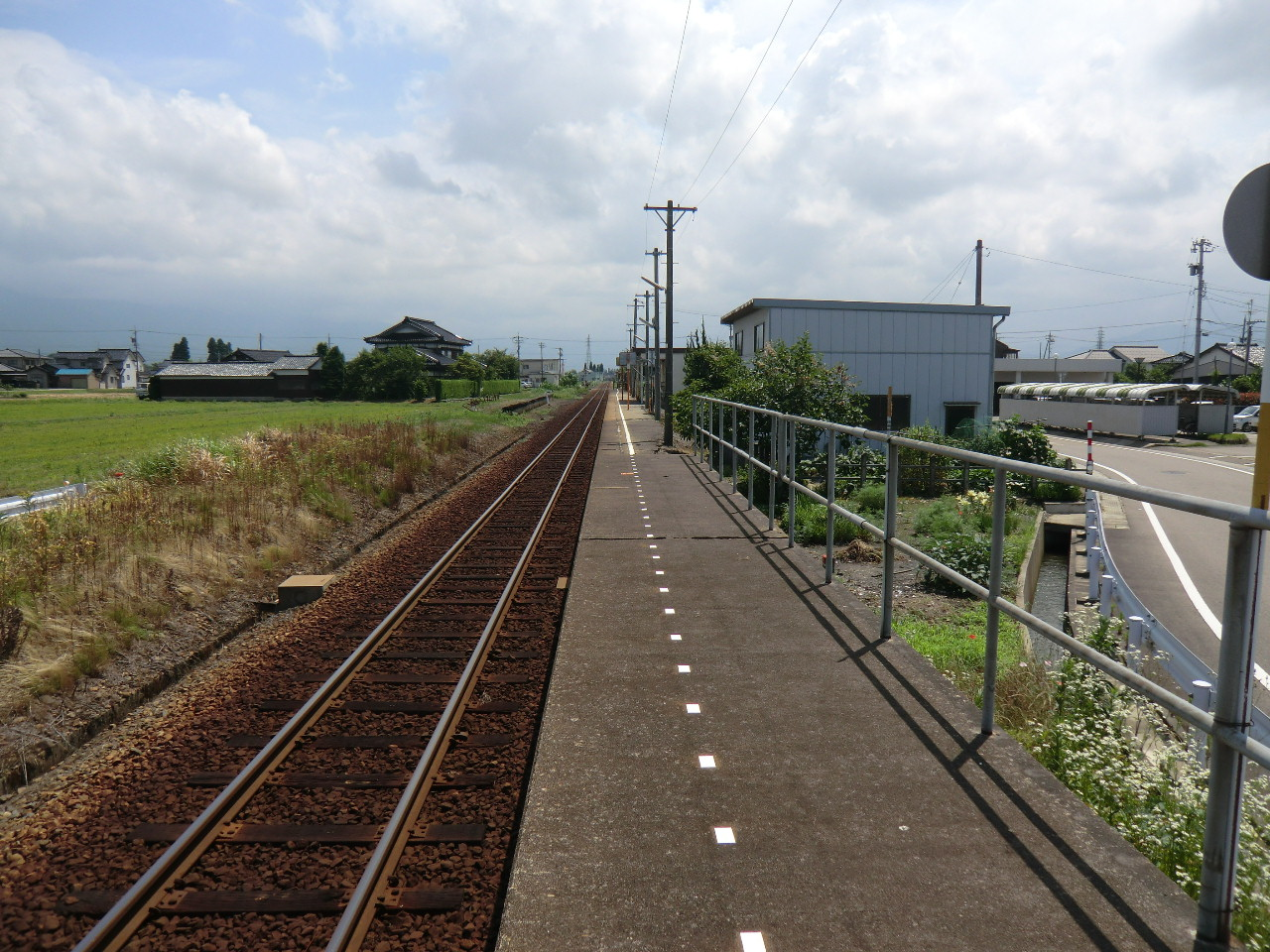
ホーム（2011年7月）

## 利用状況
「富山県統計年鑑」によると、近年の1日平均乗車人員は以下の通り。
| 年度   | 1日平均 乗車人員 |
| ------ | ---------------- |
| 1995年 | 138              |
| 1996年 | 132              |
| 1997年 | 120              |
| 1998年 | 124              |
| 1999年 | 121              |
| 2000年 | 118              |
| 2001年 | 104              |
| 2002年 | 96               |
| 2003年 | 85               |
| 2004年 | 79               |
| 2005年 | 77               |
| 2006年 | 69               |
| 2007年 | 61               |
| 2008年 | 60               |
| 2009年 | 57               |
| 2010年 | 53               |
| 2011年 | 58               |
| 2012年 | 50               |
| 2013年 | 53               |
| 2014年 | 52               |
| 2015年 | 60               |
| 2016年 | 62               |
| 2017年 | 65               |
| 2018年 | 57               |
| 2019年 | 68               |

## 駅周辺
- 当駅は南砺市の北端に位置しホームが南砺市と砺波市に跨っている。また駅周辺は南砺市と砺波市の境界線が入り組んでいる。
- 砺波厚生センター
- 富山県道20号砺波福光線
- 二万石用水
- 南砺市営バス（なんバス）「JR高儀駅南」停留所 - 立野脇線

## 隣の駅
西日本旅客鉄道（JR西日本）
■城端線
東野尻駅 - 高儀駅 - 福野駅